# Ацетилцеллюлоза

Структурная формула

Ацетилцеллюлоза (ацетат целлюлозы) — сложные эфиры целлюлозы и уксусной кислоты.

## Физические свойства
триАцетилцеллюлоза — белая аморфная масса; плотность около 1300 кг/м³. При нагреве до 190—210 °C изменяется окраска вещества. При 230 °C начинает разлагаться.

## Химические свойства
Щёлочи и минеральные кислоты постепенно омыляют ацетилцеллюлозу.

### Получение
Ацетат целлюлозы получают путём этерификации целлюлозы уксусной кислотой:
или действием уксусного ангидрида на целлюлозу.
Сырьём для получения ацетилцеллюлозы служит хлопок или древесная целлюлоза. Ацетилцеллюлоза обладает высокой светостойкостью и негорючестью. Используется для производства основы фото- и киноплёнки, ацетатного волокна, пластических масс, лаков и др.
Вторичный ацетат получают как результат частичного гидролиза триацетата. Содержит до 55 % связанной уксусной кислоты. Растворяется также в ацетоне, смеси ацетона и спирта, этилацетате, диоксане и в других органических растворителях.

## История получения и применения
Ацетилцеллюлоза впервые была получена в лаборатории английским химиком Чарльзом Фредериком Кроссом в 1894 году. Он заметил, что ацетилцеллюлоза обладает схожими свойствами с нитроцеллюлозой, но при этом не горюча. Однако сразу найти применение для нового материала не удалось из-за высокой стоимости получения. В 1909 Артур Эйхенгрюн получил целлон, по свойствам похожий с целлулоидом. Целлон имел преимущество вследствие пожарной безопасности и нашёл применение для изготовления киноплёнок. Позднее был изобретен способ получения ацетилцеллюлозы из древесины. Такой способ оказался значительно дешевле, чем используемый ранее способ получения из хлопчатобумажной ваты.
Также ацетилцеллюлоза применялась для изготовления лаков, используемых для покрытия металлических поверхностей аэропланов и в качестве изолирующего материала. Также применялась для изготовления непромокаемых тканей, искусственной кожи и пр.

## Применение

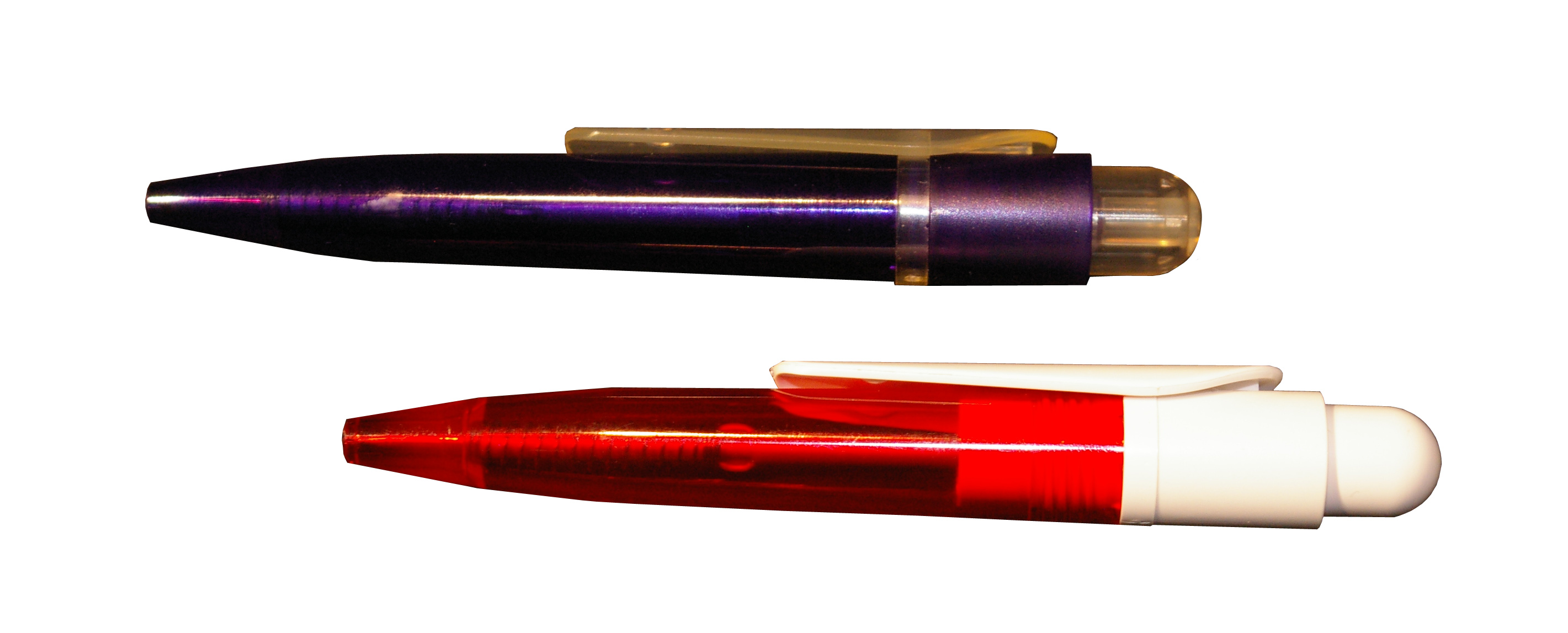
Ручки, корпус которых изготовлен из биоразлагаемого ацетата целлюлозы

Триацетат целлюлозы, или Триацетилцеллюлоза с 1952 года является основным веществом при изготовлении подложки фото- и киноплёнок. Некоторое время этот же материал применялся в качестве основы магнитных лент. В современных киноплёнках триацетат целлюлозы вытесняется безусадочной полиэстеровой подложкой. Обычно называется первичным ацетатом и содержит 62,5 % связанной уксусной кислоты. Растворим в уксусной кислоте, метиленхлориде, хлороформе, дихлорэтане, анилине, пиридине.
Пластмассы на основе ацетилцеллюлозы (этролы) используют для изготовления прочных пластмасс. Применяют этролы в производстве труб для перекачки природного газа, деталей автомобилей, самолётов, судов (штурвалы, приборные щитки, ручки, подлокотники), телефонных аппаратов, радио- и телевизионных приемников, медицинских инструментов, оправ для очков, игрушек, мячей для настольного тенниса, галантерейных и канцелярских товаров, плектров для струнных щипковых музыкальных инструментов и др.; прозрачные листы из этролов — защитные и смотровые экраны, например при работе с радиоактивными и легковзрывающимися соединениями. Изделия из этролов пригодны для работы в экстремальных условиях Арктики и тропиков.
До последнего времени сравнительно ограниченным было применение ацетилцеллюлозы для изготовления искусственного шелка, но именно здесь можно ожидать значительного развития её применении в ближайшем будущем, благодаря сильному удешевлению ацетилцеллюлозы, а также устранению затруднений в крашении такого искусственного шелка открытием специальных, пригодных для этой цели красок. При изготовлении ацетилцеллюлозы из древесной массы можно даже думать о конкуренции искусственных шелковых тканей с хлопчатобумажными.
В 2005 году появилось изобретение на основе ацетилцеллюлозы, которое относится к области бронирования зарядов твердых ракетных топлив, а именно к разработке термопластичных малодымных бронесоставов. Термопластичный малодымный бронесостав на основе ацетилцеллюлозы содержит ацетилцеллюлозу, ацетилтриэтилцитрат, β-(2,4-динитрофенокси)этанол и наполнитель. В качестве наполнителя применен карбонат кальция, а компоненты бронесостава взяты в следующем соотношении (мас.%): ацетилтриэтилцитрат 25—36, β-(2,4-динитрофенокси)этанол 2,0, углекислый кальций 30—50, ацетилцеллюлоза остальное. Изобретение позволяет повысить термостойкость бронесостава одновременно с сохранением низкого уровня дымообразующей способности.
Ацетилцеллюлоза является эффективным связующим веществом, используемым в производстве таблеток. Однако нерастворимость в воде ограничивает её применение. В этом отношении большие возможности представляет применение вторичной ацетилцеллюлозы. Вторичная ацетилцеллюлоза имеет возможность использования в качестве полимера-носителя для лекарственных веществ с целью пролонгирования их действия. Вторичная ацетилцеллюлоза получается как продукт частичного омыления триацетатцеллюлозы. Вторичная ацетилцеллюлоза содержит больше свободных гидрофильных групп и характеризуется более высокой гидрофильностью и большей возможностью образовывать различные межмолекулярные связи с другими ингредиентами. Водные растворы вторичной ацетилцеллюлозы в концентрации 5—7 % имеют вид эластичного геля, который легко разбавляется водой. Растворы вторичной ацетилцеллюлозы физиологически индифферентны, имеют нейтральную реакцию, без запаха и вкуса, устойчивы в течение 20—30 дней. Вторичная ацетилцеллюлоза позволяет формировать из неё водорастворимые волокна, имеющие малую прочность. Меняя степень ацетилирования вторичной ацетилцеллюлозы, можно достичь желаемую по времени растворимость шовного или тампонажного материала. На основе волокон из вторичной ацетилцеллюлозы признано целесообразным изготавливать бактерицидные тампонажные материалы путём формования их из смеси с лекарственными веществами или путём непосредственного химического присоединения этих веществ. На таблетки, с целью их защиты от атмосферных воздействий, в основном от влаги, наносят покрытия (плёнки) растворяющиеся под воздействием кислот и ферментов желудочного сока. Такие плёнки (толщиной 0,06—0,1 мм) достаточно надежно противостоят воздействию влаги, обеспечивая в то же время их распадаемость в желудке в течение 10—20 мин. К таким пленкообразователям относится ацетилцеллюлоза и некоторые другие вещества на основе целлюлозы (диэтил- и бензиаминометилцеллюлоза, алкилпроизводные аминоацетилцеллюлозы и др). Таблетки покрывают растворами указанных веществ в органических растворителях — этиловом или изопропиловом спирте или ацетоне.
Сегодня ацетат целлюлозы — один из несомненных лидеров среди материалов, используемых для производства как оправ, так и солнцезащитных очков. Оправы из ацетата целлюлозы занимают, по разным оценкам, около 70 % рынка пластмассовых оправ. В основном на рынке преобладают фрезерованные оправы, так как они позволяют использовать большее разнообразие форм и расцветок. Значительной популярностью пользуются ламинированные «многослойные» модели, в которых применяются разноцветные слои ацетата целлюлозы, чьи пластические свойства позволяют легко делать такие «бутерброды», не опасаясь разделения слоев. Многие коллекции оправ из ацетата целлюлозы, производимые такими компаниями, как Alain Mikli, Face a Face, Morel, Lafont, Prodesign Denmark, Lunettes Beausoleil, Brenda, относятся к оправам высокой ценовой категории. Для их изготовления требуется до 50 операций, многие из которых невозможно осуществить без применения ручного труда.
В настоящее время используют плёнки из ацетатцеллюлозы для электрофореза. Они имеют однородную микропористую структуру, напоминающую микроскопическую губку, со средним диаметром пор, равным нескольким микронам. В них наблюдается намного менее выраженное расширение зон, чем на фильтровальной бумаге, характеризующейся весьма неоднородной разветвлённой структурой. Плёнки из ацетата целлюлозы отличаются высокой чистотой. Гемицеллюлозы и лигнины в них отсутствуют, а тяжелые металлы встречаются лишь в ничтожно малых количествах. Плёнки из ацетатцеллюлозы имеют значительно более низкую адсорбционную ёмкость для белков, чем бумага, поэтому в них не образуются «хвосты», наблюдающиеся при электрофорезе на фильтровальной бумаге. Фон после окрашивания получается бесцветным и на нём четко выступают разделившиеся полосы. Эти преимущества позволяют использовать электрофорез на плёнках из ацетатцеллюлозы для (исследования чрезвычайно малых количеств веществ, причем на проведение опыта приходится затрачивать меньше времени. К тому же ацетат целлюлозы является средой, пригодной для иммунодиффузии, и поэтому плёнки из него можно применять для иммуноэлектрофореза. Первоначально плёнки из ацетатцеллюлозы были предназначены для фильтрования, а в качестве поддерживающей среды для электрофореза их впервые в 1957 т. рекомендовал использовать Кон. С тех пор они нашли широкое применение. Плёнки из ацетата целлюлозы несколько дороже фильтровальной бумаги, что во многих случаях препятствует их применению при электрофорезе вместо бумаги. Данный метод целесообразно использовать для разделения малых количеств веществ, особенно если принять во внимание, что он обладает также более высокой разрешающей способностью и требует
меньших затрат времени. В 60-е годы промышленность производила несколько типов приборов для микроэлектрофореза на ацетате целлюлозы. Тогда же была предложена модифицированная поддерживающая среда — желатин-эированный ацетат целлюлозы, получивший название целлогеля (Ce’llogel). В отличие от обычных плёнок из ацетатцеллюлозы, целлогель поставляется во влажном состоянии и должен храниться до употребления в 30%-м метаноле.
Обычно при ацетилировании целлюлозы получают продукт с полным замещением всех трёх гидроксилов на ацетатные группы, то есть триацетат целлюлозы. Триацетат целлюлозы растворим только в дорогих или токсичных растворителях типа хлороформа или тетрахлорэтана, что сдерживало его распространение какое-то время. Затем было показано, что мягкий кислотный гидролиз позволяет получить ацетатцеллюлозы (диацетат целлюлозы), растворимый в ацетоне. Гидролиз проводят до замещения хотя бы одной ацетатной группы снова на гидроксил. Свойства диацетата целлюлозы варьируют в зависимости от степени ацетилирования, количества и типа используемого пластификатора, но в общем это твердый прочный материал с хорошими электрическими свойствами в сухом состоянии, сочетающий хорошие изоляционные свойства с дугостойкостью и коррозионной устойчивостью. Диацетат зарекомендовал себя в производстве диацетатных плёнок.
Диацетатные плёнки очень чувствительны к влагопоглощению, поэтому не отличаются размерной стабильностью при изменении влажности. Они обладают высокой прозрачностью и хорошим блеском, прочностью при разрыве в сухом виде. Хорошо воспринимают печать; их используют в виде наружного слоя многослойных ламинатов в качестве износостойкого покрытия. Обязательное присутствие пластификаторов требует осторожности при выборе марки для упаковки продуктов питания.
Плёнки размягчаются при нагревании, но не могут быть сварены между собой, поэтому соединение плёнок производят склеиванием. Их можно также покрывать термосвариваемым составом. Проницаемость плёнок, как к газам, так и к водяному пару высокая. Разбавленные кислоты и щелочи слабо влияют на плёнки, в то время как сильные кислоты и щелочи вызывают разложение. Диацетат растворим в ацетоне и смеси ацетона с водой в соотношении 80:20, нерастворим в метиленхлориде, в то время как триацетат ведёт себя прямо противоположным образом. Тонкие плёнки легко резать, формовать, складывать.
Диацетатные плёнки применяют во многих областях, в частности для упаковки. Их применяют также для остекления теплиц, парников, курятников, так как они прозрачны для УФ-излучения (пропускание УФ-лучей через плёнку 250 мкм — 85 %, видимого света — 93 %). Иногда плёнки армируют, размещая между двумя слоями плёнки хлопчатобумажную или проволочную сетку с последующим соединением их горячим прессованием или пропуская арматуру через раствор ацетата целлюлозы, используемый для полива.
Триацетат целлюлозы. Триацетатные плёнки поглощают меньше влаги, более стабильны в размерах. Они менее проницаемы для газов и паров. Как упоминалось выше, они растворимы в метиленхлориде и нерастворимы в смеси ацетона с водой 80 : 20.
Триацетатные плёнки применяют главным образом как кино- или рентгеновские плёнки. Некоторые компании используют триацетат целлюлозы для изготовления высокопрочных небьющихся линз для солнцезащитных очков.